# Gaj å partaj
Gaj å partaj är ett musikalbum av Pistvakt och Pjäx Pistols.

## Låtlista
1. "Va ä de ni vill" (Whatever You Want)
2. "Soln lyser gul som en zingo" (Love Shine a Light)
3. "Jan-E ä bra" (Johnny B. Goode)
4. "Kära läsk och matbil" (Midnight Special)
5. "De finns ett stors" (House of the Rising Sun)
6. "Ockelbo 300" (Gimme Some Lovin')
7. "Klädd för å rädd" (Dressed for Success)
8. "Minns ni den julen" (Greenfields)
9. "Skoterled" (Country Road)
10. "Man mä livslång längtan" (I Am A Man of Constant Sorrow)
11. "Om jag kund vrid baks tidn" (If I Could Turn Back Time)
12. "2, 4, 6, 8 bäverhojt" (2, 4, 6, 8 Motorway)
13. "Snörök på fjälle" (Smoke on the Water)
14. "Du ä i Svartlien" (You’re in the Army)
15. "Jan-E ä bra/Bodegaversion" (Johnny B. Goode)